# Allen Jones
Allen Jones (født 1. september 1937) er en britisk kunstner indenfor pop art, bedst kendt for sine malerier, skulpturer og litografier. Han blev ved Paris Biennalen i 1963 tildelt 'Prix des Jeunes Artistes' er er 'Senior Academician' ved Royal Academy of Arts.
Jones har undervist ved bl.a. Hochschule für bildende Künste Hamburg, University of South Florida, University of California, Banff Center School of Fine Arts og Universität der Künste Berlin. Jones værker er udstillet på bl.a. Tate Modern, Museum Ludwig, Warwick Arts Centre og Hirshhorn Museum.